# Vlekje
Vlekje (Arthonia) is een geslacht van schimmels uit de familie Arthoniaceae.

## Soorten
Volgens Index Fungorum bevat het geslacht 164 soorten (peildatum februari 2023):
| Soortnaam                           | Auteur(s)                                            | Publicatiejaar |
| ----------------------------------- | ---------------------------------------------------- | -------------- |
| Arthonia acanthotheciicola          | Ertz & Common                                        | 2019           |
| Arthonia aciniformis                | Stirt.                                               | 1879           |
| Arthonia agelastica                 | R.C. Harris & Lendemer                               | 2016           |
| Arthonia albofarinosa               | Stirt.                                               | 1899           |
| Arthonia albotrachynae              | Etayo                                                | 2018           |
| Arthonia almquistii                 | Vain.                                                | 1883           |
| Arthonia amandineicola              | van den Boom & Ertz                                  | 2017           |
| Arthonia amoena                     | Müll. Arg.                                           | 1895           |
| Arthonia amylospora                 | Almq.                                                | 1880           |
| Arthonia anatolica                  | Halıcı & Candan                                      | 2011           |
| Arthonia andamanica                 | (Makhija & Patw.) M. Cáceres & Lücking               | 2007           |
| Arthonia anglica                    | Coppins                                              | 1989           |
| Arthonia apatetica                  | (A. Massal.) Th. Fr.                                 | 1866           |
| Arthonia apteropteridis             | Kantvilas & Vězda                                    | 1988           |
| Arthonia arthonioides               | (Ach.) A.L. Sm.                                      | 1911           |
| Arthonia aspiciliae                 | Alstrup & E.S. Hansen                                | 2001           |
| Arthonia atra (zwart schriftmos)    | (Pers.) A. Schneid.                                  | 1898           |
| Arthonia ayseniae                   | Halıcı & Candan                                      | 2009           |
| Arthonia banksiae                   | Müll. Arg.                                           | 1893           |
| Arthonia buelliae                   | Zhurb.                                               | 2021           |
| Arthonia caerulescens               | (Almq.) Arnold                                       | 1881           |
| Arthonia calcarea (muurschriftmos)  | (Turner ex Sm.) Ertz & Diederich                     | 2009           |
| Arthonia calicii                    | Kantvilas & Wedin                                    | 2015           |
| Arthonia catillarioides             | Etayo                                                | 2017           |
| Arthonia clemens                    | (Tul.) Th. Fr.                                       | 1867           |
| Arthonia cohabitans                 | Coppins                                              | 1989           |
| Arthonia colombiana                 | Etayo                                                | 2002           |
| Arthonia complanata                 | Fée                                                  | 1825           |
| Arthonia coniocraeae                | Brackel                                              | 2010           |
| Arthonia conspersula                | Stirt.                                               | 1899           |
| Arthonia coreana                    | B.G. Lee & J.S. Hur                                  | 2016           |
| Arthonia coronata                   | Etayo                                                | 1996           |
| Arthonia cryptica                   | P.M. McCarthy & Elix                                 | 2019           |
| Arthonia cyanea                     | Müll. Arg.                                           | 1881           |
| Arthonia darbishirei                | Follmann & B. Werner                                 | 2003           |
| Arthonia delicatula                 | Müll. Arg.                                           | 1882           |
| Arthonia destruens                  | Rabenh.                                              | 1868           |
| Arthonia didyma (beukenvlekje)      | Körb.                                                | 1853           |
| Arthonia digitatae                  | Hafellner                                            | 1999           |
| Arthonia digitispora                | Etayo                                                | 2002           |
| Arthonia diorygmatis                | S. Joshi & Upreti                                    | 2013           |
| Arthonia diploiciae                 | Calat. & Diederich                                   | 1995           |
| Arthonia epifarinosa                | Etayo                                                | 2008           |
| Arthonia epiparmelia                | Zhurb.                                               | 2020           |
| Arthonia epitoninia                 | Halıcı & Candan                                      | 2009           |
| Arthonia exilis                     | (Flörke) Anzi                                        | 1860           |
| Arthonia fuscopurpurea              | (Tul.) R. Sant.                                      | 1960           |
| Arthonia galactites                 | (DC.) Dufour                                         | 1818           |
| Arthonia gattefossei                | Maheu & Werner                                       | 1933           |
| Arthonia gelidae                    | R. Sant.                                             | 1986           |
| Arthonia glacialis                  | Alstrup & E.S. Hansen                                | 2001           |
| Arthonia gracilenta                 | Müll. Arg.                                           | 1882           |
| Arthonia gracilior                  | Müll. Arg.                                           | 1895           |
| Arthonia gracillima                 | Müll. Arg.                                           | 1887           |
| Arthonia graphidicola               | Coppins                                              | 1989           |
| Arthonia griseopruinosa             | F. Berger & E. Zimm.                                 | 2016           |
| Arthonia gutberletiana              | Lendemer & D. Ray                                    | 2017           |
| Arthonia hawksworthii               | Halıcı                                               | 2008           |
| Arthonia hertelii                   | (Calat., Barreno & V.J. Rico) Hafellner & Volk. John | 2006           |
| Arthonia heterodermiae              | Etayo                                                | 2017           |
| Arthonia ilicina                    | Taylor                                               | 1836           |
| Arthonia ilicinella                 | Nyl.                                                 | 1867           |
| Arthonia ingaderiae                 | Follmann                                             | 2003           |
| Arthonia insularis                  | Kantvilas & Wedin                                    | 2015           |
| Arthonia interstes                  | Müll. Arg.                                           | 1895           |
| Arthonia intexta                    | Almq.                                                | 1880           |
| Arthonia invadens                   | Coppins                                              | 1989           |
| Arthonia isidiata                   | Grube, Lücking & L. Umaña                            | 2004           |
| Arthonia lecaniicola                | van den Boom & Moniri                                | 2018           |
| Arthonia lecanorina                 | (Almq.) R. Sant.                                     | 2004           |
| Arthonia lecideicola                | Zhurb. & Stepanchikova                               | 2020           |
| Arthonia lecideola                  | Müll. Arg.                                           | 1893           |
| Arthonia lepidiota                  | (H. Olivier) R. Sant.                                | 2004           |
| Arthonia leptospora                 | Müll. Arg.                                           | 1891           |
| Arthonia leucomelodis               | F. Berger & E. Zimm.                                 | 2016           |
| Arthonia ligniaria (duinvlekje)     | Hellb.                                               | 1884           |
| Arthonia ligniariella               | Coppins                                              | 1989           |
| Arthonia lividula                   | Vain.                                                | 1921           |
| Arthonia lobothalliae               | Etayo                                                | 2010           |
| Arthonia maculiformis               | Wedin & Hafellner                                    | 1998           |
| Arthonia marginalis                 | Etayo                                                | 2008           |
| Arthonia mediella                   | Nyl.                                                 | 1859           |
| Arthonia meridionalis               | Zahlbr.                                              | 1914           |
| Arthonia microsperma                | Nyl.                                                 | 1887           |
| Arthonia minor                      | (Lücking) Lücking                                    | 2021           |
| Arthonia mirabilis                  | Grube                                                | 2007           |
| Arthonia miserula                   | Nyl.                                                 | 1863           |
| Arthonia montagnei                  | (Tuck.) R.C. Harris                                  | 1990           |
| Arthonia myriocarpella              | Nyl.                                                 | 1863           |
| Arthonia navasiana                  | Etayo                                                | 2010           |
| Arthonia nigratula                  | (Müll. Arg.) R. Sant.                                | 1952           |
| Arthonia nigrorufa                  | Müll. Arg.                                           | 1893           |
| Arthonia novaecaledoniae            | Lücking & Kalb                                       | 2001           |
| Arthonia nymphaeoides               | C. Knight                                            | 1882           |
| Arthonia orchidicida                | Aptroot                                              | 2011           |
| Arthonia palmulacea                 | (Müll. Arg.) R. Sant.                                | 1952           |
| Arthonia pannariae                  | Zhurb. & Grube                                       | 2010           |
| Arthonia parantillarum              | Aptroot                                              | 2003           |
| Arthonia patellulata                | Nyl.                                                 | 1853           |
| Arthonia peltigerae                 | Th. Fr.                                              | 1866           |
| Arthonia pepei                      | Etayo & Pérez-Ort.                                   | 2016           |
| Arthonia peraffinis                 | Nyl.                                                 | 1861           |
| Arthonia perparva                   | (Zahlbr.) Matzer                                     | 1996           |
| Arthonia phaeobaea                  | (Norman) Norman                                      | 1869           |
| Arthonia phlyctiformis              | Nyl.                                                 | 1853           |
| Arthonia physcidiicola              | Frisch & G. Thor                                     | 2013           |
| Arthonia pocsii                     | Lücking & Kalb                                       | 2002           |
| Arthonia polia                      | Etayo & R. Sant.                                     | 2010           |
| Arthonia polydactylonis             | Diederich & Ertz                                     | 2018           |
| Arthonia portuensis                 | van den Boom                                         | 2021           |
| Arthonia prominens                  | Follmann                                             | 2003           |
| Arthonia propinqua                  | Nyl.                                                 | 1863           |
| Arthonia protoparmeliae             | Etayo                                                | 2010           |
| Arthonia protoparmeliopsidis        | Etayo & Diederich                                    | 2009           |
| Arthonia pruinascens                | (Zahlbr.) Grube                                      | 2007           |
| Arthonia pseudocyphellariae         | Wedin                                                | 1993           |
| Arthonia pseudostromatica           | Seavey & J. Seavey                                   | 2017           |
| Arthonia punctella                  | Nyl.                                                 | 1859           |
| Arthonia punctiformis (twijgvlekje) | Ach.                                                 | 1808           |
| Arthonia punctilliformis            | Leight.                                              | 1876           |
| Arthonia radiata (amoebekorst)      | (Pers.) Ach.                                         | 1808           |
| Arthonia rangiformicola             | Brackel & Etayo                                      | 2015           |
| Arthonia redingeri                  | Grube                                                | 2007           |
| Arthonia rimularum                  | (Wedd.) Monnat & Cl. Roux                            | 2020           |
| Arthonia rinodinicola               | Candan & Halıcı                                      | 2009           |
| Arthonia rubella                    | (Fée) Nyl.                                           | 1856           |
| Arthonia rubrocincta                | G. Merr. ex Grube & Lendemer                         | 2009           |
| Arthonia sagenidii                  | Vězda & Kantvilas                                    | 1992           |
| Arthonia samdykeana                 | Lendemer & D. Ray                                    | 2017           |
| Arthonia sampaianae                 | (Diederich & Etayo) Ertz & Diederich                 | 2005           |
| Arthonia sanguinaria                | Frisch & Y. Ohmura                                   | 2018           |
| Arthonia santessoniana              | Wedin & Hafellner                                    | 1998           |
| Arthonia saxistellata               | Aptroot & Cáceres                                    | 2018           |
| Arthonia sororiella                 | (Müll. Arg.) Ertz                                    | 2009           |
| Arthonia speciosa                   | (Müll. Arg.) Grube                                   | 2007           |
| Arthonia squamarinae                | Etayo                                                | 2008           |
| Arthonia stellaris                  | Kremp.                                               | 1861           |
| Arthonia stevensoniana              | R.C. Harris & Lendemer                               | 2016           |
| Arthonia stictaria                  | Nyl.                                                 | 1867           |
| Arthonia stipitata                  | M.M.E. Alves, Aptroot & M. Cáceres                   | 2014           |
| Arthonia subcondita                 | Stirt.                                               | 1899           |
| Arthonia subconveniens              | Nyl.                                                 | 1867           |
| Arthonia subfuscicola               | (Linds.) Triebel                                     | 1991           |
| Arthonia subgraphidicola            | Ertz, Common & Diederich                             | 2019           |
| Arthonia subgyrosa                  | Nyl.                                                 | 1869           |
| Arthonia superpallens               | B.G. Lee & J.S. Hur                                  | 2016           |
| Arthonia susa                       | R.C. Harris & Lendemer                               | 2013           |
| Arthonia tasmanica                  | Kantvilas & Vězda                                    | 1992           |
| Arthonia tetraspora                 | S.Y. Kondr. & Kärnefelt                              | 2002           |
| Arthonia thelotrematis              | Coppins                                              | 1989           |
| Arthonia thoriana                   | Ertz & Sanderson                                     | 2018           |
| Arthonia thozetiana                 | Müll. Arg.                                           | 1882           |
| Arthonia toensbergii                | Holien & Frisch                                      | 2018           |
| Arthonia tremelloides               | Etayo                                                | 2002           |
| Arthonia triebeliae                 | Zhurb.                                               | 2002           |
| Arthonia trifurcata                 | (Hepp ex Müll. Arg.) Cl. Roux                        | 2014           |
| Arthonia trilocularis               | Müll. Arg.                                           | 1881           |
| Arthonia ulleungdoensis             | B.G. Lee & Hur                                       | 2019           |
| Arthonia urceolata                  | (Elenkin) Calat., Barreno & V.J. Rico                | 2004           |
| Arthonia varians                    | (Davies) Nyl.                                        | 1861           |
| Arthonia vinosa                     | Leight.                                              | 1856           |
| Arthonia vorsoeensis                | Alstrup                                              | 2004           |
| Arthonia xanthoparmeliarum          | Etayo                                                | 2008           |
| Arthonia zelkovae                   | B.G. Lee & J.S. Hur                                  | 2016           |